# Strongylophthalmyia microstyla
Strongylophthalmyia microstyla är en tvåvingeart som beskrevs av Shatalkin 1996. Strongylophthalmyia microstyla ingår i släktet Strongylophthalmyia och familjen långbensflugor.
Artens utbredningsområde är Filippinerna. Inga underarter finns listade i Catalogue of Life.